# Suite (Schönberg)

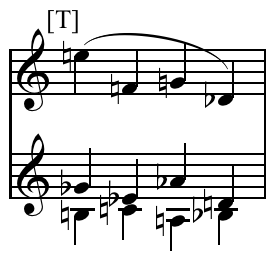
Esquisse pour la Suite pour piano opus 25, basée sur le motif BACH rétrograde à la voix inférieure.

La Suite pour piano (Suite für Klavier) opus 25 est un cycle de cinq pièces pour piano d'Arnold Schönberg. Composé entre 1921 et juillet 1923, ce recueil constitue le premier opus intégralement dodécaphonique du compositeur. En hommage à Bach, Schönberg reprend le schéma formel de la suite instrumentale constituée de danses en nombre variable et écrit les quatre derniers mouvements en notation allemande. 

## Structure
1. Präludium (prélude)
2. Gavotte et musette
3. Intermezzo
4. Menuet et trio
5. Gigue

## Discographie sélective
- Maurizio Pollini, Intégrale des pièces pour piano de Schönberg DG

## Source
- François-René Tranchefort (dir.), Guide de la musique de piano et de clavecin, Paris, Fayard, coll. « Les indispensables de la musique », 1987, 870 p. (ISBN 978-2213016399, BNF 34978617), p. 653